# Паризький синдром
Пари́зький синдро́м (фр. Syndrome de Paris) — психологічний розлад у туристів, здебільшого японських, які відвідують Францію. Його виявив 1986 року японський психіатр Хіроакі Ото, який працював у Франції. За природою близький до синдрому Стендаля і Єрусалимського синдрому.

## Опис
Щорічно щонайменше 12 японських туристів звертаються по допомогу психологів після відвідин столиці Франції. Більшість постраждалих вважає, що причиною їх розладів є агресивна поведінка місцевих жителів. Дві третини пацієнтів приходять в норму вже після кількох сеансів психотерапії. У той час як інші потребують тривалих курсів лікування і найчастіше отримують діагноз найсильнішого психозу.
«Як виявилося, психіка мандрівників з Японії не готова до відвідування таких міст, як Париж. Вони їдуть, сподіваючись на гостинність, а зустрічають повну протилежність. Їх нерви не витримують такого навантаження», — пояснює психолог Ерв Бенгамоу.
У японських крамницях клієнт — король, заразом у Парижі продавці ледь звертають на них увагу. Люди в громадському транспорті непривітні, а вуличні крадіжки тільки підкидають хмизу у багаття. «Для нас Париж — місто мрії. Усі французи красиві і витончені. Але коли ми зустрічаємося з ними віч-на-віч, то розуміємо, що глибоко помилялися. Ми абсолютно різні, як в характерах, так і в поглядах на життя», — жаліється одна із тих, хто постраждав.